# كينيتشي ساكاي
كينيتشي ساكاي (باليابانية: Ken45゜) هو مصارع هاوي ياباني، ولد في 25 مايو 1982 في ساغاميهارا في اليابان.

## روابط خارجية
- كينيتشي ساكاي على موقع CageMatch worker (الإنجليزية)